# Mercedes-Benz OMC 1628
El Mercedes-Benz OMC 1628 fue un chasis de autobús con motor producido por Mercedes-Benz en México para el mercado norteamericano.
El Mercedes Benz OMC 1628 reemplazo al OMC 1621 de la nueva serie de plataformas carrozables de chasis para autobuses Mercedes-Benz OMC.
- Datos: Q27704709